# Marco Branca
Marco Branca (Grosseto, 6 de janeiro de 1965) é um ex-futebolista profissional italiano que atuava como atacante.

## Carreira
Marco Branca começou no US Grosseto.

## Seleção
Ele representou a Seleção Italiana de Futebol nas Olimpíadas de 1996, marcando quatro gols no evento.